# Thoughts on the Education of Daughters

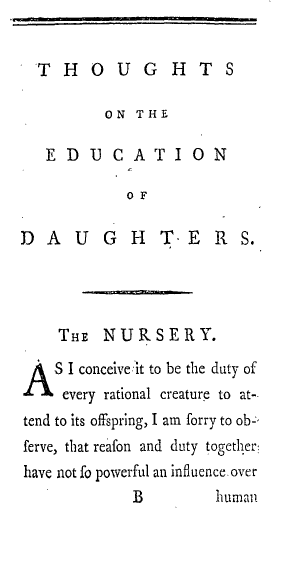
Primeira página da primeira edição de Thoughts (1787)

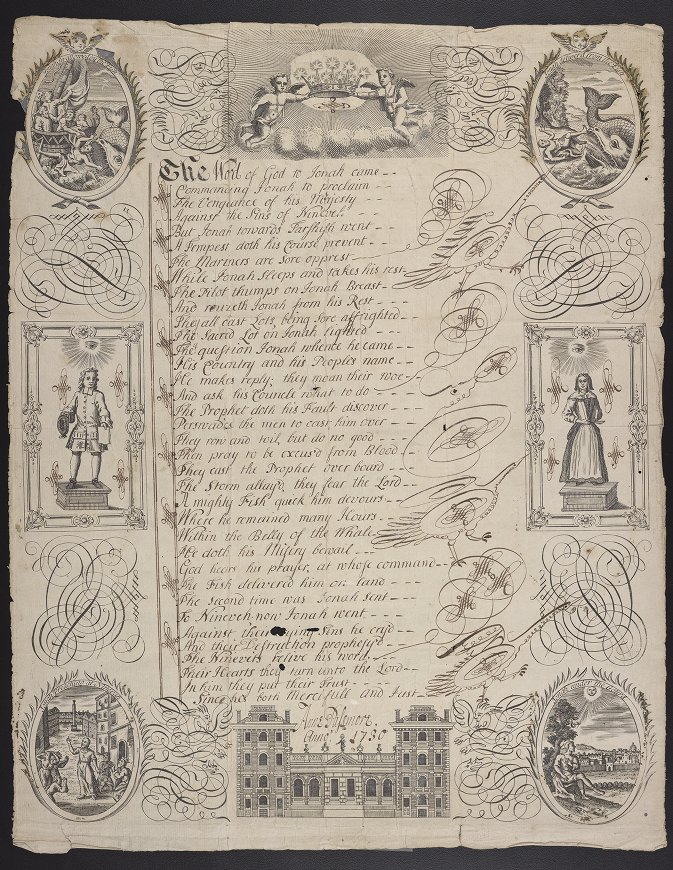
Um manuscrito de 1730 da estudante inglesa Anne Passmore, utilizados para a prática de escrever a história bíblica de Jonas (representado em imagens e poesia).

Thoughts on the education of daughters: with reflections on female conduct, in the more important duties of life (Pensamentos sobre a educação das filhas, com reflexões sobre a conduta feminina, nos mais importantes deveres da vida), é a primeira obra publicada pela feminista britânica Mary Wollstonecraft. Publicado em 1787 por seu amigo Joseph Johnson, Thoughts é um livro de conduta que oferece aconselhamentos sobre a educação das mulheres para a emergente classe média britânica. Apesar de dominado por considerações de moralidade e de etiqueta, o texto também contém instruções básicas para a educação infantil, de como cuidar de um bebê.
Uma versão inicial dos modernos livros de autoajuda, os livros de conduta britânicos do século XVIII, se baseou em muitas tradições literárias, tais como conselhos manuais e  narrativas religiosas. Houve uma explosão no número de livros de conduta publicados durante a segunda metade do século XVIII, e Wollstonecraft aproveitou este florescente mercado quando ela publicou Thoughts. No entanto, o livro foi apenas moderadamente bem-sucedido: foi favoravelmente criticado, mas apenas por um jornal e foi reimpresso apenas uma vez. Embora ele foi extraído de revistas contemporâneas populares, não foi republicado, até o surgimento da crítica literária feminista na década de 1970.
Como outros livros de conduta do seu  tempo, Thoughts se adapta aos mais antigos gêneros para a nova classe média. O livro incentiva as mães a ensinarem suas filhas pensamento analítico, auto-disciplina, honestidade, satisfação na sua posição social, e a capacitação necessária (no caso, elas devem sustentar a si mesmas). Esses objetivos revela uma dívida da intelectualidade de Wollstonecraft para John Locke; no entanto, o destaque que ela proporciona a fé religiosa e o sentimento inato distingue o seu trabalho a partir dele. Seu objetivo é educar as mulheres para ser esposas úteis e mães, porque, argumenta, é através dessas funções, elas podem efetivamente contribuir para a sociedade. O papel predominantemente doméstico que Wollstonecraft contorna para as mulheres—um papel que ela viu como significativo—foi interpretado pelas feministas do século XX e críticos literários como, paradoxalmente, confinando-as para a esfera privada.
Embora grande parte dos Thoughts é dedicado a platitudes e conselhos comuns a todos os livros de conduta para mulheres, algumas passagens antecipar os argumentos feministas de Wollstonecraft em A Vindication of the Rights of Woman (1792), tais como a sua pungente descrição do sofrimento único da  mulher. No entanto, alguns críticos sugeriram que estas passagens parecem apenas ter conotações radicais na luz das últimos obras de Wollstonecraft.

## Recepção

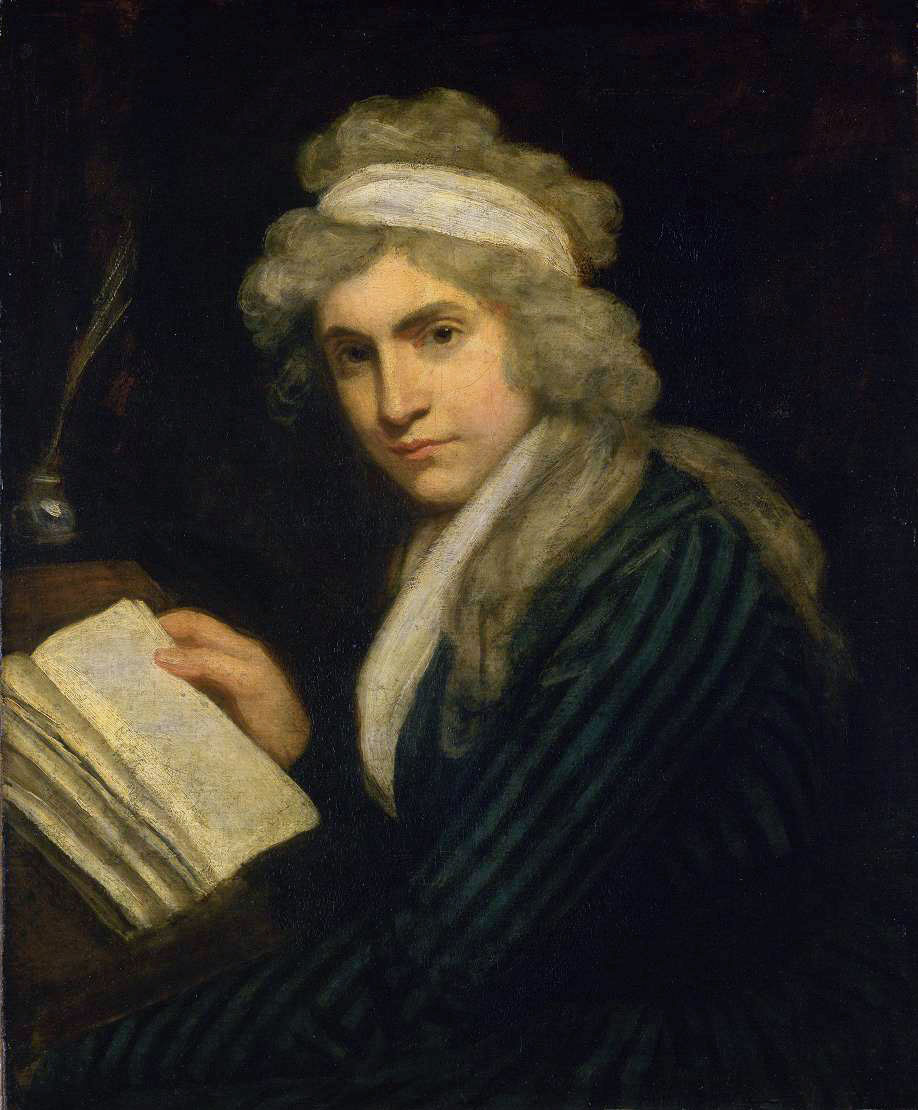
Mary Wollstonecraft por John Opie (c. 1791)

Thoughts foi apenas moderadamente bem-sucedido: ele foi reimpresso em Dublin, um ano após a sua publicação inicial, em Londres, os extratos foram publicados emThe Lady's Magazine, e Wollstonecraft incluía trechos dela em seu próprio Female Reader (1789), uma antologia de escritos para  "a Melhoria das Mulheres Jovens".  The English Review avaliou Thoughts favoravelmente:

Estes pensamentos são empregadas em diversas situações e incidentes na vida comum das mulheres, e são, em geral, ditadas com grande julgamento. Sra. Wollstonecraft parece ter refletido de forma madura sobre seu assunto; ... enquanto que a sua forma dá autoridade, seu bom senso, acrescenta irresistível peso para quase todos os seus preceitos e observações. Devemos por isso recomendar estes Pensamentos, como dignos da atenção daqueles que estão mais diretamente interessados na educação de jovens senhoras.

No entanto, nenhuma outro jornal revisou Thoughts e não foi reproduzido até ao final do século XX, quando houve um ressurgimento do interesse nas obras de Wollstonecraft entre a crítica literária feminista.
Alan Richardson, um estudioso da educação no século XVIII, aponta que se Wollstonecraft não tivesse escrito Uma Reivindicação dos Direitos dos Homens (1790) e Uma Reivindicação Pelos Direitos da Mulher, é improvável que Thoughts teria sido considerado progressista ou mesmo digno de nota. Um crítico chegou a dizer que o texto parece que foi escrito simplesmente tentando agradar o público. Embora alguns estudiosos têm argumentado que há vislumbres do radicalismo de Wollstonecraft neste texto, eles admitem que o "potencial para a crítica permanece em grande parte latente". Thoughts, portanto, é geralmente interpretado ou teleologicamente, como um primeiro passo para o mais radical Direitos da Mulher, ou rejeitado como uma esrita "politicamente ingênua potboiler", antes da conversão de Wollstonecraft para o radicalismo, enquanto ela estava escrevendo os Direitos dos Homens.